# Херсонский художественный музей имени Алексея Шовкуненко
Художественный музей им. Шовкуненко (укр. Херсонський художній музей імені Олексія Шовкуненка) — музей в Херсоне, названный в честь художника Алексея Алексеевича Шовкуненко.

## История

### Здания музея

Старое здание городской думы, где сегодня находится экспозиция музея.

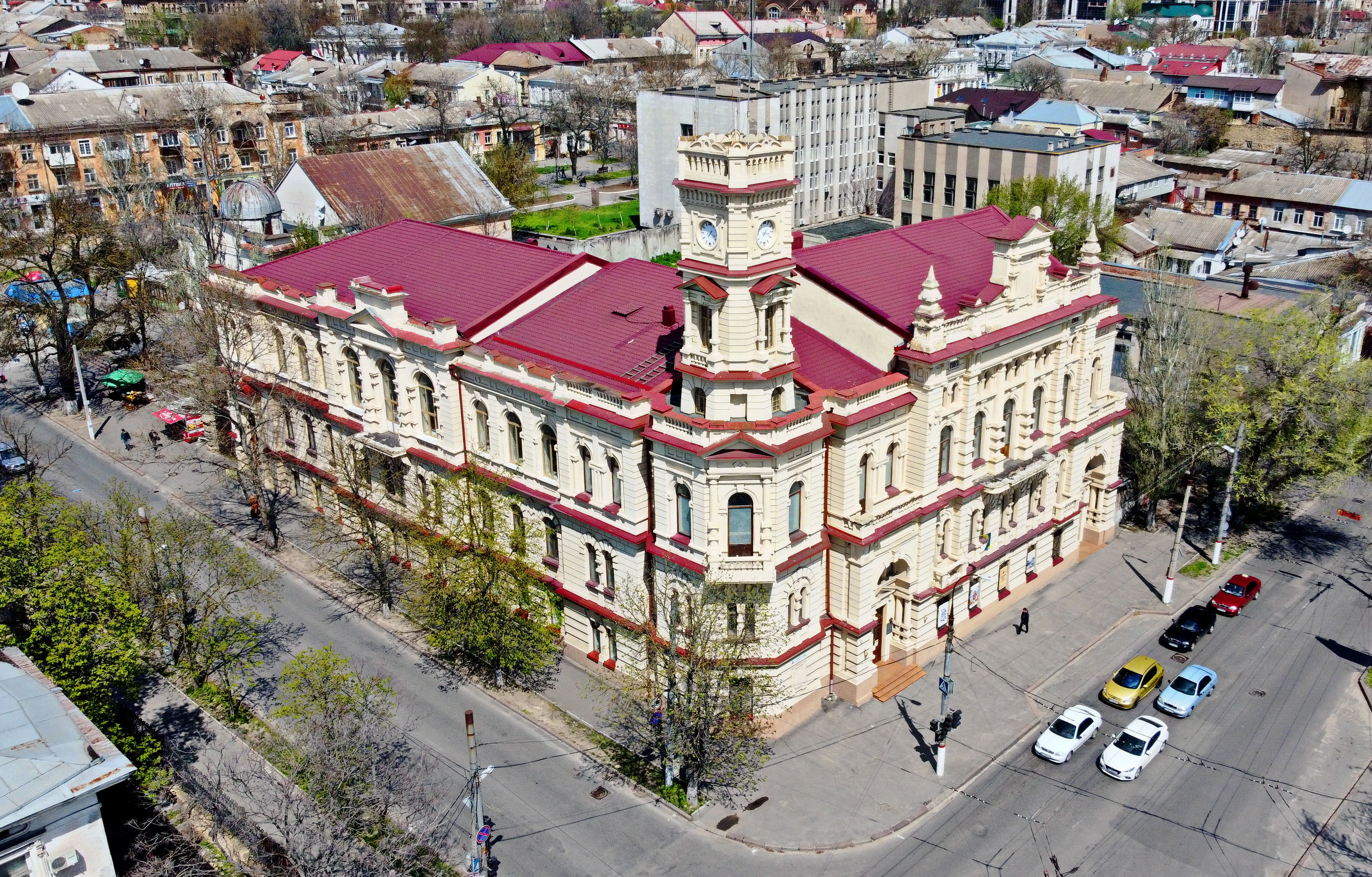
Общий вид музея

Здание музея было построено в 1897 году для Херсонской городской думы по проекту одесского архитектора Адольфа Минкуса (1870—1948). 27 мая 1978 года в здании была открыта экспозиция Херсонского художественного музея имени А. А. Шовкуненко.

### Коллекция музейного фонда
За 1920-х — 1930-х годах художественная коллекция музея значительно пополнилась произведениями русской и западноевропейской живописи, графики, декоративно-прикладного искусства. Накануне Великой Отечественной войны фонды насчитывали около 700 экспонатов. В годы фашистской оккупации из Херсона в Германию и Румынию была вывезена большая часть музейных ценностей, в том числе и коллекция произведений искусства.
В 1981 году в музей поступило более ста произведений уроженца Херсона народного художника СССР А. А. Шовкуненко, подаренных его женой А. В. Шовкуненко. Это дало возможность создать монографическую экспозицию работ живописца.
Художественная коллекция музея насчитывает свыше 10 тысяч экспонатов и является одним из наиболее интересных музейных собраний Украины. В экспозиции представлены произведения отечественной и зарубежной живописи, графики, скульптуры, декоративно-прикладного искусства, начиная с образцов русской иконописи XVII века и до работ современных херсонских художников. В постоянной экспозиции музея:
- Иконопись XVII — начала XX века,
- Русское искусство XVIII—I половины XIX века,
- Украинское и русское искусство II половины XIX — начала XX века.

Наиболее известные произведения в коллекции музея:
- «Юрий Змееборец со святыми апостолами Петром и Павлом» (XVIIІ — начало XIX в.)
- «Богородица Успокой мои печали» (ХІХ ст.);
- «Андрей Первозванный» (ХХ ст.);
- «Женский портрет», К. Е. Маковский (1883 г.);
- «Буря идет», И. К. Айвазовский;
- «Неаполитанка», П. Орлов;
- «Закат», А. К. Саврасов;
- «Скотный двор в Абрамцеве», В. Д. Поленов;
- «У камина», И. Н. Крамской;
- «Девушка с муфтой»), В. Маковский;
- «Лошадь с извозчиком», П. Клодт;
- «Князь Святослав», Е. О. Лансере;
- «Мефистофель», М. М. Антокольский;
- «У монастырского настоятеля», Август фон Байер (1859);
- «Дубы на лужайке», А. А. Шовкуненко (1956);
- «Молодица», А. А. Шовкуненко (1938);
- «Натюрморт с синим кувшином», А. А. Шовкуненко (1930)

### Нелегальный вывоз коллекции
В 2022 году во время российской оккупации Херсона россияне вывезли из музея 10 тысяч экспонатов (из 14,5 тысяч). Это работы Питера Лели, Августа Байера, Ивана Айвазовского, иконы XVII — начала XX века, украинское искусство второй половины XIX — начала XX века и работы современных художников. Их вывозили перед отступлением российских войск — с 31 октября по 4 ноября — автобусами и фурами, не придавая значения условиям перевозки. Музей в это время возглавляла певица из кафе, назначенная оккупационными властями вместо законного директора, которая не согласилась с ними сотрудничать и покинула город. Экспонаты были спрятаны в фондохранилище, но коллаборанты из числа сотрудников помогли их обнаружить. Всего из культурных учреждений Херсонской области было вывезено около 15 тысяч экспонатов, а также специальная, компьютерная и бытовая техника вплоть до сантехники.
По состоянию на 13 января 2024 года, сотрудникам музея удалось идентифицировать и установить местонахождение 80 произведений искусства, украденных россиянами.